# Демиденко, Иван Михайлович
Ива́н Миха́йлович Демиде́нко (укр. Іван Михайлович Демиденко; род. 11 июня 2003, Киев) — украинский футболист, нападающий клуба «Эпицентр».

## Карьера

### Начало карьеры
Воспитанник футбольной академии киевского «Динамо» и киевской ДЮСШ-15. Позже представлял юношеские команды таких клубов как «Черкащина», «Олимпик» и «Днепр-1». В сентябре 2022 года футболист на правах свободного агента присоединился к литовскому клубу «Миния», за который отличился забитым голом в 9 матчах. По окончании сезона покинул клуб.
В феврале 2023 года футболист присоединился к греческому клубу «Астерас». Дебютировал за основную команду клуба 1 апреля 2023 года в матче чемпионского раунда греческой Суперлиги против клуба «Ионикос», выйдя на замену на 73 минуте. Также футболист на протяжении сезона представлял юношескую команду клуба до 19 лет.

### «Минай»
В июне 2023 года футболист перешёл в «Минай» на правах свободного агента, с которым заключил трёхлетний контракт. Дебютировал за клуб 27 сентября 2023 года в матче Кубка Украины против сумской «Виктории», выйдя на поле в стартовом составе. Дебютный матч в украинском чемпионате сыграл 5 ноября 2023 года против «Ворсклы», выйдя на замену на 78 минуте.